# Domenico Seren Gay
Domenico Umberto Seren Gay (in certi dischi il cognome è riportato come Serengay) (Torino, 4 ottobre 1931 – Torino, 6 maggio 2003) è stato un produttore discografico, paroliere, compositore, scrittore, attore e pittore italiano.
Come compositore ha usato lo pseudonimo Bernestin.

## Biografia
Inizia nei primi anni cinquanta come attore dialettale piemontese, recitando in numerose rappresentazioni e spettacoli cittadini torinesi, tra cui Le miserie 'd Monsù Travet di Vittorio Bersezio, specializzandosi nel ruolo di Paolin.
Alla fine del decennio debutta invece come cantante, con il nome d'arte di Domi Serengay, con poco successo; si iscrive alla Siae nel 1960.
Con il fratello Giorgio Seren Gay fonda le Edizioni musicali Kansas, con sede a Torino in Galleria san Federico, e nel 1965, in collaborazione per i primi anni con Miki Del Prete, la casa discografica Kansas.
Con la nuova attività scopre e lancia numerosi artisti, di cui i più noti furono i Camaleonti, che per quest'etichetta incisero i primi due album e svariati 45 giri; vi furono però molti altri artisti messi sotto contratto, e tra essi I Ragazzi del Sole, gli Uh!, i Flashmen, i Rogers, i Pipers, il jazzista Mario Pezzotta, i cantautori Armando Stula e Mario Scrivano, Germana Caroli e molti altri.

Domenico Seren Gay negli anni '70

Scrive inoltre canzoni per molti di questi artisti, dedicandosi anche ad alcune cover (ad esempio di canzoni dei Beatles come Norwegian wood, dei Rolling Stones come Get off of my cloud o di Bob Dylan come If You Gotta Go, Go Now).
Nel 1969 scrive La grande nave per Fabio, versione italiana del successo internazionale Ce grand bateau (incisa tra gli altri dai The Fevers e da Ronaldo Lark), scritta da Jean Claudric e Pierre Cour; nel 1970 questa canzone verrà inserita nella colonna sonora del film E Dio disse a Caino... di Antonio Margheriti.
Sempre nel 1969 scrive anche Io non ti prego per Attilio e gli Uh!, canzone che partecipa a Un disco per l'estate 1969; ritorna a questa manifestazione nel 1970 con Oh simpatia, cantata dai Bisonti, e nel 1972 con Militare non partire, cantata da Gianna Pindi.

Domenico Seren Gay negli anni '80

Si occupa anche di ricerche storiche sul mondo dello spettacolo torinese e nel 1971 pubblica per le Edizioni Piemonte in bancarella il volume Storia del teatro dialettale piemontese, con la prefazione scritta da Erminio Macario; in seguito pubblicherà altri volumi, tra cui la raccolta di poesie e canzoni in lingua piemontese N'atim d'amor (Un attimo d'amore).
Nel 1971 Gigliola Cinquetti incide E qui comando io (canzone rielaborata musicalmente da Mario Piovano e da Turi Golino, su cui lo stesso Piovano, insieme a Seren Gay, adatta un testo) e la presenta con successo a Canzonissima 1971.
Nell'anno 1972 inizia una proficua collaborazione con il pianista Maestro Italo Salizzato con il quale scriverà molti brani di generi diversi, in particolar modo vanno ricordati quelli di moda in quegli anni: i "Gruppi Pop/Rock" I Flashmen e gli Uh!.
Negli anni ottanta dirada l'attività musicale e si dedica sempre più alla pittura; al Museo Nazionale del Cinema di Torino, presso la Mole Antonelliana, è conservata una litografia ricavata da una sua opera che ritrae Charlie Chaplin.
Ha avuto anche esperienze come attore cinematografico, recitando tra gli altri nel 1975 in Yuppi du di Adriano Celentano, nel 1978 in Geppo il folle, sempre del molleggiato (interpretando se stesso) e nel 1999 in L'accertamento del regista Lucio Lunerti, con Lino Capolicchio.
La figlia Giorgia Seren Gay (1968-2019) è stata attrice e doppiatrice.

## Le canzoni scritte da Domenico Seren Gay
| Anno | Titolo                          | Autori del testo                                           | Autori della musica                                                  | Interpreti ed incisioni                  |
| ---- | ------------------------------- | ---------------------------------------------------------- | -------------------------------------------------------------------- | ---------------------------------------- |
| 1960 | La mia ragazza                  | Domenico Serengay                                          | Bruno Aragosti                                                       | Franco Franchi                           |
| 1961 | La roulette                     | Domenico Serengay                                          | Mansueto De Ponti e Giovanni Marabotto                               | Nella Bellero                            |
| 1962 | Fox delle rose                  | Domenico Serengay e Giorgio Seren Gay                      | Romolo Corona e Bernestin                                            | Mario Piovano                            |
| 1965 | Cimitero di rose                | Domenico Serengay e Mario Piovano                          | Mario Piovano, Salvatore Golino e Vic Nocera                         | Mario Piovano                            |
| 1966 | Quanto ho pianto                | Domenico Serengay e Miki Del Prete                         | Mario Piovano                                                        | Rogers                                   |
| 1966 | Lo stesso giorno, la stessa ora | Domenico Serengay e Luigi Menegazzi                        | Kaufman e Harris                                                     | Camaleonti                               |
| 1966 | Non so che dire                 | Domenico Serengay e Luigi Menegazzi                        | Thomas                                                               | Camaleonti                               |
| 1966 | Non sperarlo più                | Domenico Serengay e Luigi Menegazzi                        | Bob Dylan                                                            | Camaleonti                               |
| 1966 | Se ritornerai                   | Domenico Serengay e Luigi Menegazzi                        | John Lennon e Paul McCartney                                         | Camaleonti                               |
| 1966 | Come mai                        | Domenico Serengay, Luigi Menegazzi e Alessandro Colombini  | Mick Jagger e Keith Richards                                         | Camaleonti                               |
| 1966 | Io lavoro                       | Domenico Serengay e Luigi Menegazzi                        | Mann e Weil                                                          | Camaleonti                               |
| 1966 | Uno solo di noi                 | Domenico Serengay e Luigi Menegazzi                        | Sloan e Barri                                                        | Camaleonti                               |
| 1966 | Vi sbagliate                    | Domenico Serengay e Luigi Menegazzi                        | Lewis e Sauter                                                       | Camaleonti                               |
| 1966 | Tu credi in me                  | Domenico Serengay, Luigi Menegazzi e Miki Del Prete        | Michael Pinder e Denny Laine                                         | Camaleonti                               |
| 1966 | Non chiederò aiuto              | Domenico Serengay e Luigi Menegazzi                        | Agicor e Turi Golino                                                 | Rogers                                   |
| 1966 | Se vuoi restare sola            | Domenico Serengay e Miki Del Prete                         | Mario Piovano                                                        | Cavernicoli                              |
| 1967 | Fuori c'è lui                   | Domenico Serengay e Miki Del Prete                         | Roberto Negri                                                        | Giorgio Bristol                          |
| 1967 | Ti vedrò                        | Domenico Serengay e Miki Del Prete                         | Roberto Negri                                                        | Giorgio Bristol                          |
| 1967 | Alla nostra età                 | Domenico Serengay e Luigi Menegazzi                        | Mario Piovano                                                        | Camaleonti                               |
| 1967 | Anche se tu tornerai            | Domenico Serengay, Miki Del Prete e Luigi Menegazzi        | Mario Piovano e Alfonso Corsini                                      | Delia                                    |
| 1967 | Io protesto                     | Domenico Serengay e Luigi Menegazzi                        | Mario Piovano                                                        | Delia                                    |
| 1967 | A questo mondo                  | Domenico Serengay e Luigi Menegazzi                        | Barimar                                                              | Simeone (il preicatore)                  |
| 1967 | Dicono                          | Luigi Menegazzi                                            | Mauro Casini e Claudio Cavallaro                                     | Simeone (il preicatore)                  |
| 1967 | Smettiamola                     | Domenico Serengay                                          | Barimar                                                              | Pepe e Sale                              |
| 1967 | La colpa non è mia              | Domenico Serengay                                          | Barimar                                                              | Pepe e Sale                              |
| 1967 | Ho tanta paura                  | Domenico Serengay e Luigi Menegazzi                        | Roberto Negri e Turi Golino                                          | Rogers                                   |
| 1967 | Ti dai troppe arie              | Domenico Serengay, Luigi Menegazzi e Miki Del Prete        | Gustavson - Crane                                                    | Camaleonti                               |
| 1967 | Ora ho capito                   | Domenico Serengay e Luigi Menegazzi                        | Mario Piovano e Mario Mellier                                        | Camaleonti                               |
| 1967 | Non c'è più nessuno             | Domenico Serengay e Luigi Menegazzi                        | Toni Wine e Carole Bayer Sager                                       | Camaleonti                               |
| 1967 | Ti saluto                       | Domenico Serengay e Luigi Menegazzi                        | Riccardo Zappa                                                       | Camaleonti                               |
| 1968 | Un lago blu                     | Domenico Seren Gay e Giorgio Seren Gay                     | Barimar e Alfonso Corsini                                            | Uh!                                      |
| 1968 | Ho provato a morire             | Domenico Seren Gay e Claudio Nobbio                        | Mario Scrivano, Alfonso Corsini e Franco Zauli                       | Mario Scrivano                           |
| 1968 | Sole in città                   | Domenico Seren Gay e Claudio Nobbio                        | Mario Scrivano, Giorgio Santiano e Mario Barigazzi                   | Mario Scrivano                           |
| 1968 | È la solita storia              | Domenico Seren Gay e Claudio Nobbio                        | Mario Scrivano, e Franco Zauli                                       | Mario Scrivano                           |
| 1968 | Dimentica me                    | Domenico Seren Gay, Vic Nocera e Claudio Nobbio            | Mario Scrivano, Franco Zauli e Mario Barigazzi                       | Mario Scrivano                           |
| 1968 | Rido                            | Domenico Seren Gay, e Claudio Nobbio                       | Mario Scrivano, Franco Zauli e Mario Barigazzi                       | Mario Scrivano                           |
| 1968 | Grazie amore                    | Domenico Seren Gay, Vic Nocera e Claudio Nobbio            | Mario Scrivano e Franco Zauli                                        | Mario Scrivano                           |
| 1968 | Dimenticar                      | Domenico Seren Gay, e Claudio Nobbio                       | Mario Scrivano, Franco Zauli e Mario Barigazzi                       | Mario Scrivano                           |
| 1968 | Guarda                          | Domenico Seren Gay e Renato Scala                          | Salvatore Golino e Antonio Francesco Florio                          | Rogers; Raminghetti; Carmen Rizzi (1970) |
| 1968 | Non perdono mai                 | Domenico Seren Gay e Francesco Specchia                    | Claudio Cavallaro e Roberto Negri                                    | Rogers                                   |
| 1968 | Stelle                          | Domenico Seren Gay                                         | Mario Piovano                                                        | Emy Castellini                           |
| 1968 | Tu non mi vuoi                  | Domenico Seren Gay                                         | Mario Piovano e Alfonso Corsini                                      | Emy Castellini                           |
| 1969 | Più felicità                    | Domenico Serengay e Vic Nocera                             | Danilo Pennone e Carlo Cordara                                       | I Ragazzi del Sole                       |
| 1969 | Shabada                         | Domenico Serengay e Vic Nocera                             | Danilo Pennone                                                       | I Ragazzi del Sole                       |
| 1969 | Sole sole sole                  | Domenico Serengay                                          | Mario Piovano e Robby Poitevin                                       | Tina Polito                              |
| 1969 | Canto d'amore                   | Domenico Serengay e Serafino Di Tomaso                     | Danilo Pennone e Franco Zauli                                        | Poeti                                    |
| 1969 | Storie                          | Domenico Serengay e Serafino Di Tomaso                     | Danilo Pennone e Franco Zauli                                        | Poeti                                    |
| 1969 | Io non ti prego                 | Domenico Seren Gay, Giorgio Seren Gay e Laura Zanin        | Carlo Cordara e Franco Zauli                                         | Attilio e gli Uh!                        |
| 1969 | Una notte matta                 | Domenico Seren Gay, Giorgio Seren Gay e Laura Zanin        | Carlo Cordara e Franco Zauli                                         | Attilio e gli Uh!                        |
| 1969 | Una porta chiusa                | Domenico Seren Gay                                         | John Lodge                                                           | Uh!                                      |
| 1969 | È così che ci amiano            | Domenico Seren Gay                                         | Franco Zauli, Alfonso Corsini e Benedetto Miniati                    | I Fratellini                             |
| 1969 | Forte                           | Domenico Seren Gay                                         | Carlo Cordara, Alfonso Corsini e Benedetto Miniati                   | I Fratellini                             |
| 1970 | Nulla                           | Domenico Seren Gay e Giorgio Seren Gay                     | Guido Quattrini                                                      | Gianni Giuffré                           |
| 1970 | Fontane bianche                 | Domenico Seren Gay e Giorgio Seren Gay                     | Salvatore Golino                                                     | Carmen Rizzi                             |
| 1970 | Cristina                        | Domenico Seren Gay e Giorgio Seren Gay                     | Salvatore Golino Franco Zauli e Antonio Simonetti                    | Rogers                                   |
| 1970 | In questa città                 | Domenico Seren Gay e Giorgio Seren Gay                     | Salvatore Golino Franco Zauli e Antonio Simonetti                    | Rogers                                   |
| 1970 | Oh simpatia                     | Domenico Seren Gay                                         | Paolo Gatti e Silvano Ferretti                                       | I Bisonti                                |
| 1970 | Ragazza mia                     | Domenico Serengay                                          | Roberto Nobile                                                       | Raminghetti                              |
| 1970 | Ricorderai                      | Domenico Serengay                                          | Italo Salizzato e Franco Zauli                                       | Carlo Gigli                              |
| 1970 | Non sono solo                   | Domenico Serengay                                          | John Lennon e Paul McCartney                                         | Uh!                                      |
| 1970 | Qui                             | Domenico Seren Gay, Giorgio Seren Gay e Pier Benito Greco  | Mario Scrivano e Franco Zauli                                        | Franco Tozzi                             |
| 1970 | Nella gran città                | Domenico Seren Gay e Vic Nocera                            | Mario Scrivano e Franco Zauli                                        | Danilo Dany                              |
| 1970 | Una favola chiusa               | Domenico Seren Gay e Claudio Nobbio                        | Mario Scrivano e Franco Zauli                                        | Mario Scrivano                           |
| 1970 | Dimenticar                      | Domenico Seren Gay                                         | Mario Scrivano                                                       | Mario Scrivano                           |
| 1971 | E qui comando io                | Domenico Serengay e Mario Piovano                          | Tradizionale; rielaborazione musicale di Turi Golino e Mario Piovano | Gigliola Cinquetti                       |
| 1971 | Ma cosa fai                     | Domenico Seren Gay e Giorgio Seren Gay                     | Italo Salizzato e Franco Zauli                                       | I Flashmen                               |
| 1971 | Non sei solo                    | Domenico Seren Gai e Giorgio Seren Gay                     | Italo Salizzato e Franco Zauli                                       | I Flashmen                               |
| 1972 | Dormi qui                       | Domenico Serengay                                          | Ron Wood e Rod Stewart                                               | Uh!                                      |
| 1972 | Sempre in mente lei             | Domenico Serengay e Vic Nocera                             | Giuseppe Damele e Franco Zauli                                       | Uh!                                      |
| 1972 | Il bene che mi vuoi             | Domenico Serengay e Vic Nocera                             | Arbik e Franco Zauli                                                 | Uh!                                      |
| 1972 | Solo                            | Domenico Serengay, Giorgio Seren Gay e Vic Nocera          | Mario Scrivano, Alfonso Corsini e Franco Zauli                       | Uh!                                      |
| 1972 | Militare non partire            | Domenico Seren Gay, Giorgio Seren Gay e Francesco Specchia | Oronzo Leuzzi e Franco Zauli                                         | Gianna Pindi                             |
| 1972 | Donna                           | Domenico Seren Gay                                         | John Lennon e Yōko Ono                                               | Capricorn College                        |
| 1972 | Tango de carota                 | Domenico Seren Gay                                         | Bernestin, Lorenzo Gallo e Achille Ovale                             | Renzo Gallo                              |
| 1972 | Amo mia madre                   | Domenico Seren Gay e Giorgio Seren Gay                     | Italo Salizzato e Licrate                                            | I Flashmen                               |
| 1972 | Maria                           | Domenico Seren Gay e Virgilio Riccieri                     | Italo Salizzato e Franco Zauli                                       | I Flashmen                               |
| 1972 | Fortuna e ragione               | Domenico Seren Gay e Giorgio Seren Gay                     | Italo Salizzato e Agicor                                             | I Flashmen                               |
| 1972 | Sogni e delusioni               | Domenico Seren Gay e Giorgio Seren Gay                     | Franco Zauli e Arbik                                                 | I Flashmen                               |
| 1972 | Qualcosa per sognare            | Domenico Seren Gay e Giorgio Seren Gay                     | Franco Zauli e Arbik                                                 | I Flashmen                               |
| 1973 | Cicati cikà                     | Domenico Seren Gay e Roberto Vecchioni                     | Bernestin e Franco Chiaravalle                                       | Le Figlie del Vento                      |
| 1973 | Fiume di metallo                | Domenico Seren Gay, Giorgio Seren Gay e Franco Abozzi      | Mario Scrivano, Giuseppe Damele e Franco Zauli                       | Franco Tozzi                             |
| 1973 | Sassi senza tempo               | Domenico Seren Gay e Franco Abozzi                         | Mario Scrivano, Giuseppe Damele e Franco Zauli                       | Franco Tozzi                             |
| 1974 | Johnny                          | Domenico Seren Gay e Giorgio Perri                         | Barimar e Franco Zauli                                               | Capricorn College                        |
| 1974 | La vita ha solo un'ora          | Domenico Seren Gay e Silvio Bordoni                        | Barimar e Franco Zauli                                               | Capricorn College                        |
| 1974 | Campagna in fiore               | Domenico Seren Gay                                         | Domenico Seren Gay                                                   | Barimar                                  |
| 1974 | Pianura Padana                  | Domenico Seren Gay                                         | Domenico Seren Gay                                                   | Barimar                                  |
| 1975 | Samba Pamela                    | Strumentale                                                | Bernestin, Franco Zauli e Mario Scrivano                             | I Gregor                                 |
| 1975 | Cento ragazze                   | Domenico Seren Gay e Giorgio Seren Gay                     | Franco Zauli e Mario Scrivano                                        | I Gregor                                 |
| 1975 | Non riesco a dirti no           | Domenico Seren Gay e Giorgio Seren Gay                     | Franco Zauli e Beppe Cantarelli                                      | I Quid                                   |
| 1979 | Innamorati                      | Giorgio Seren Gay e Franco Zauli                           | Bernestin, e Achille Ovale                                           | Vasso Ovale                              |
| 1979 | Oasi                            | Giorgio Seren Gay e Franco Zauli                           | Bernestin, e Achille Ovale                                           | Vasso Ovale                              |
| 1979 | Valentino Valentino             | Domenico Seren Gay e Giorgio Seren Gay                     | Achille Ovale                                                        | Carlo Pierangeli                         |
| 1980 | Inspiegabilmente                | Domenico Seren Gay e Francesco Florio                      | Salvatore Golino e Francesco Florio                                  | Rogers                                   |
| 1980 | Che ti farei                    | Domenico Seren Gay e Francesco Florio                      | Salvatore Golino e Francesco Florio                                  | Rogers                                   |

## Opere letterarie
- Domenico Seren Gay, Storia del teatro dialettale piemontese, Edizioni Piemonte in bancarella, Torino 1971
- Domenico Seren Gay, N'atim d'amor : poesie e canzoni piemontesi, Edizioni Piemonte in bancarella, Torino 1974
- Domenico Seren Gay, Teatro popolare dialettale.Indagine-enciclopedia sul teatro piemontese, Edizioni Priuli & Verlucca, Ivrea, 1977
- Domenico Seren Gay, Vero e falso in pittura, Edizioni Il Piccolo, Torino 1984
- Domenico Seren Gay, Lingua e dialetto, Edizioni Pedrini, Torino 1986

## Discografia

### Album
- 1967:  Torino piange e ride (Kansas DMK 009)

### Singoli
- 1961: Juventus/Maria (Phonocolor, ms 1133; con l'orchestra di Gino Mescoli)
- 1º febbraio 1962: Bel Canavese/Donne e whisky (Serma, 29; con l'orchestra di Mario Piovano (lato A) e l'orchestra di Mario Marcucci (lato B)
- 1967:  Turin 'd seira/Giôanin Pet Pet Sigàla (Kansas DM 1039; con Barimar e il suo complesso)
- 1967: L'arbitro/Sposte nen (Kansas DM 1040; con i Barimar)
- 1968: Forza Juve/Giôanin Pet Pet Sigàla (Kansas - Serie sportiva POP.K.301)
- 1968: Forza Toro/Giôanin Pet Pet Sigàla (Kansas - Serie sportiva POP.K.302; lato A cantato da Giorgio Serengay)
- 1968: Forza Milan/L'arbitro (Kansas - Serie sportiva POP.K.303)
- 1973: Juventus/Tango de carota (Kansas/Grammophone dr 3067; sul lato B Renzo Gallo con l'orchestra di Achille Ovale)
- 1984: Il fox delle rose/Sfinge (Kansas KANNP 510)

### Compilation
- 1984: Tutti insieme con amore (Prince LP 216; Serengay è presente con Turin 'd seira)

## Filmografia
- Yuppi du, regia di Adriano Celentano (1975)
- Storie di vita e malavita, regia di Carlo Lizzani (1975)
- La principessa nuda, regia di Cesare Canevari (1976)
- L'ultima orgia del III Reich, regia di Cesare Canevari (1977)
- Geppo il folle, regia di Adriano Celentano (1978)
- Io tigro, tu tigri, egli tigra, regia di Renato Pozzetto e di Giorgio Capitani (1978)
- L'accertamento, regia di Lucio Lunerti (1999)